# Josef Frings

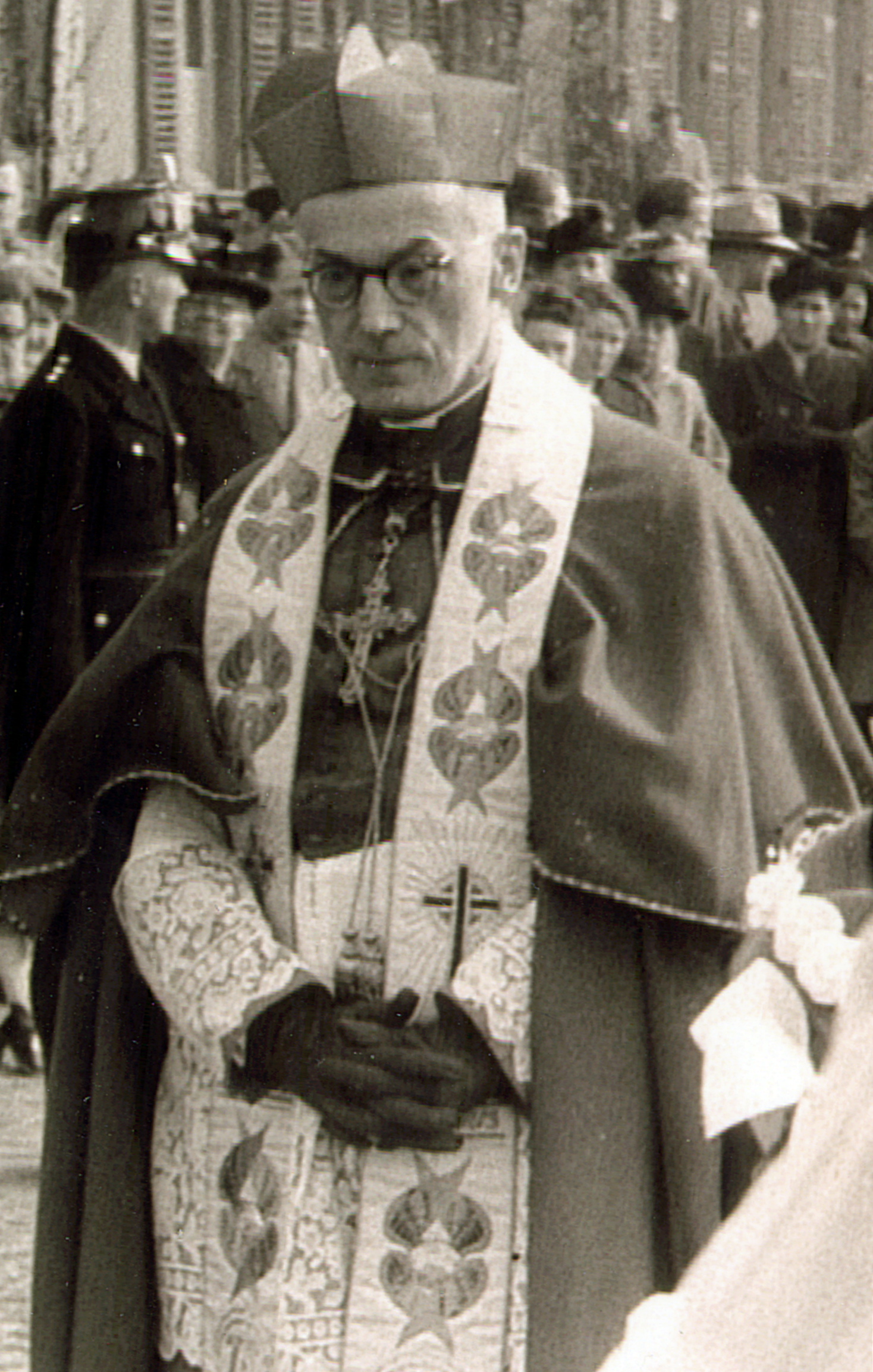
Joseph Kardinal Frings (1959)

Kardinalswappen von Josef Frings

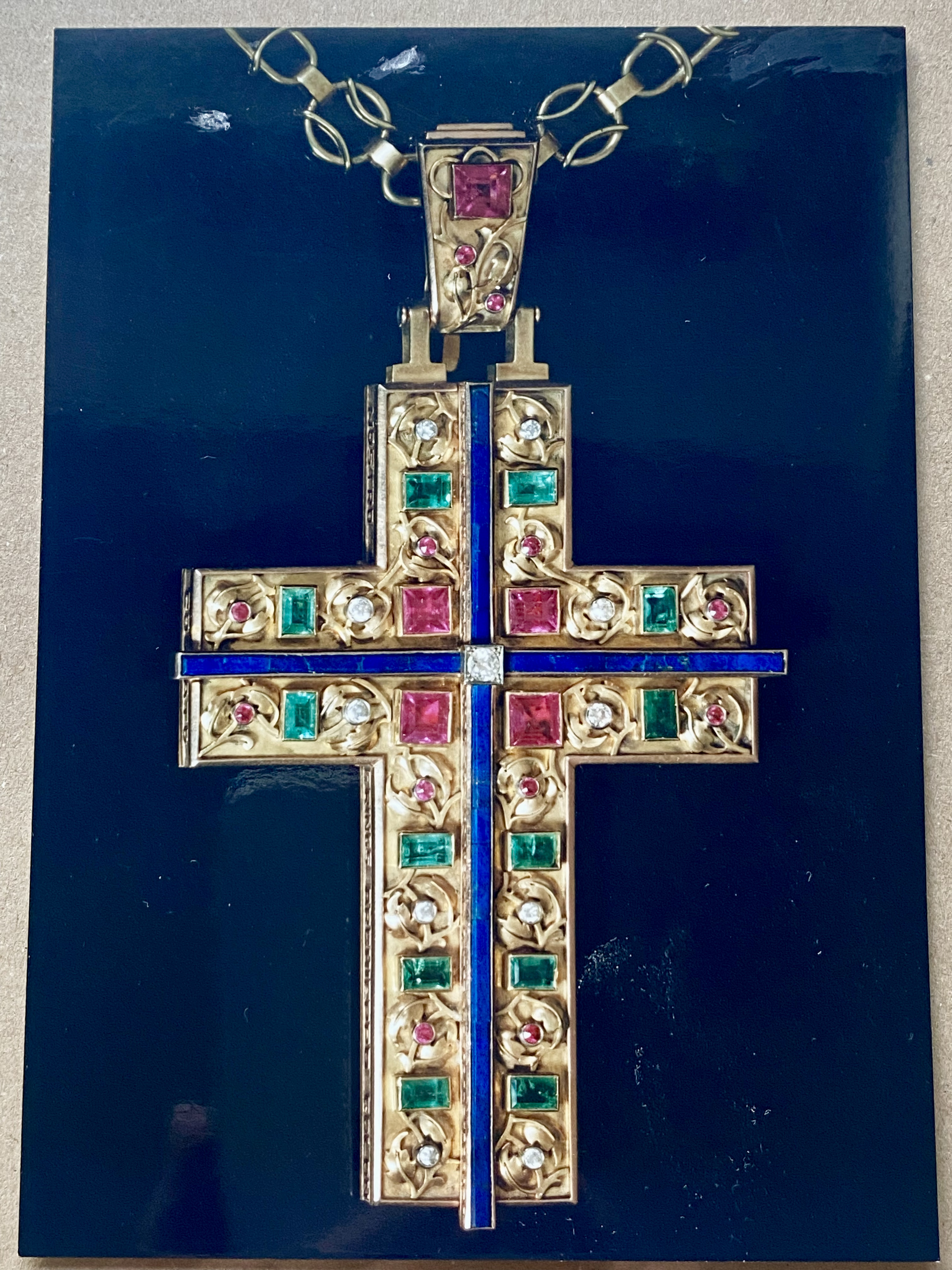
Brustkreuz Josef Frings (Fotografie)

Josef Kardinal Frings (später häufig auch Joseph Frings; * 6. Februar 1887 in Neuss; † 17. Dezember 1978 in Köln) war ein deutscher römisch-katholischer Geistlicher. Von 1942 bis 1969 war er Erzbischof von Köln, als der er 1946 zum Kardinal erhoben wurde.

## Leben
Josef Richard Frings wurde 1887 als zweites von acht Kindern des Weberei-Fabrikanten Heinrich Frings und seiner Frau Maria, geb. Sels, in Neuss geboren. Das Abitur legte er 1905 am Königlichen Gymnasium (heute Quirinus-Gymnasium) in Neuss ab und studierte in München, Innsbruck, Freiburg im Breisgau und Bonn Katholische Theologie. In Freiburg wurde er bei der katholischen Studentenverbindung Bavaria im KV aktiv. In Bonn gehörte er der Theologenverbindung St. V. k. Th. Rhenofrankonia Bonn an.
Sein Bruder Alfons Frings war 1946 bis 1961 Oberbürgermeister von Neuss, sein älterer Bruder Heinrich Frings (1885–1946) war Reichsgerichtsrat und starb im Januar 1946 in der Sowjetischen Besatzungszone im Speziallager Nr. 1 Mühlberg.

### Priesterliches Wirken
Josef Frings empfing am 10. August 1910 in Köln durch Weihbischof Joseph Müller das Sakrament der Priesterweihe. Er war zunächst bis 1913 als Kaplan in Köln-Zollstock tätig. Dem folgte ein Studienaufenthalt in Rom bis 1915. In Rom lebte er im Priesterkolleg Santa Maria dell’Anima. 1916 promovierte er in Freiburg mit der Dissertation „Die Einheit der Messiasidee in den Evangelien“ zum Doktor der Theologie. Er war von 1915 bis 1922 Pfarrer der Katholischen Pfarrgemeinde St. Marien in Köln-Fühlingen, 1922 bis 1924 Leiter eines Waisenhauses in Neuss und von 1924 bis 1937 Pfarrer an St. Joseph in Köln-Braunsfeld. Anschließend war er von 1937 bis 1942 Regens des erzbischöflichen Priesterseminars in Bensberg.
Als Pfarrer in Braunsfeld kam er mit dem damaligen Kölner Oberbürgermeister Konrad Adenauer in Berührung, da Adenauer, ohne zu Frings’ Braunsfelder Pfarrei zu gehören, mit seiner Familie die Sonntagsgottesdienste in St. Joseph besuchte. Pfarrer Frings hatte zwei der jüngeren Kinder der Familie zur Erstkommunion geführt. Nach Adenauers Meinung vertrat Frings falsche Ideen über Kindererziehung. Bis in die Zeit, als Adenauer Kanzler und Frings Kardinal war, blieb das Verhältnis der beiden zueinander ausgesprochen kühl.

### Erzbischof von Köln

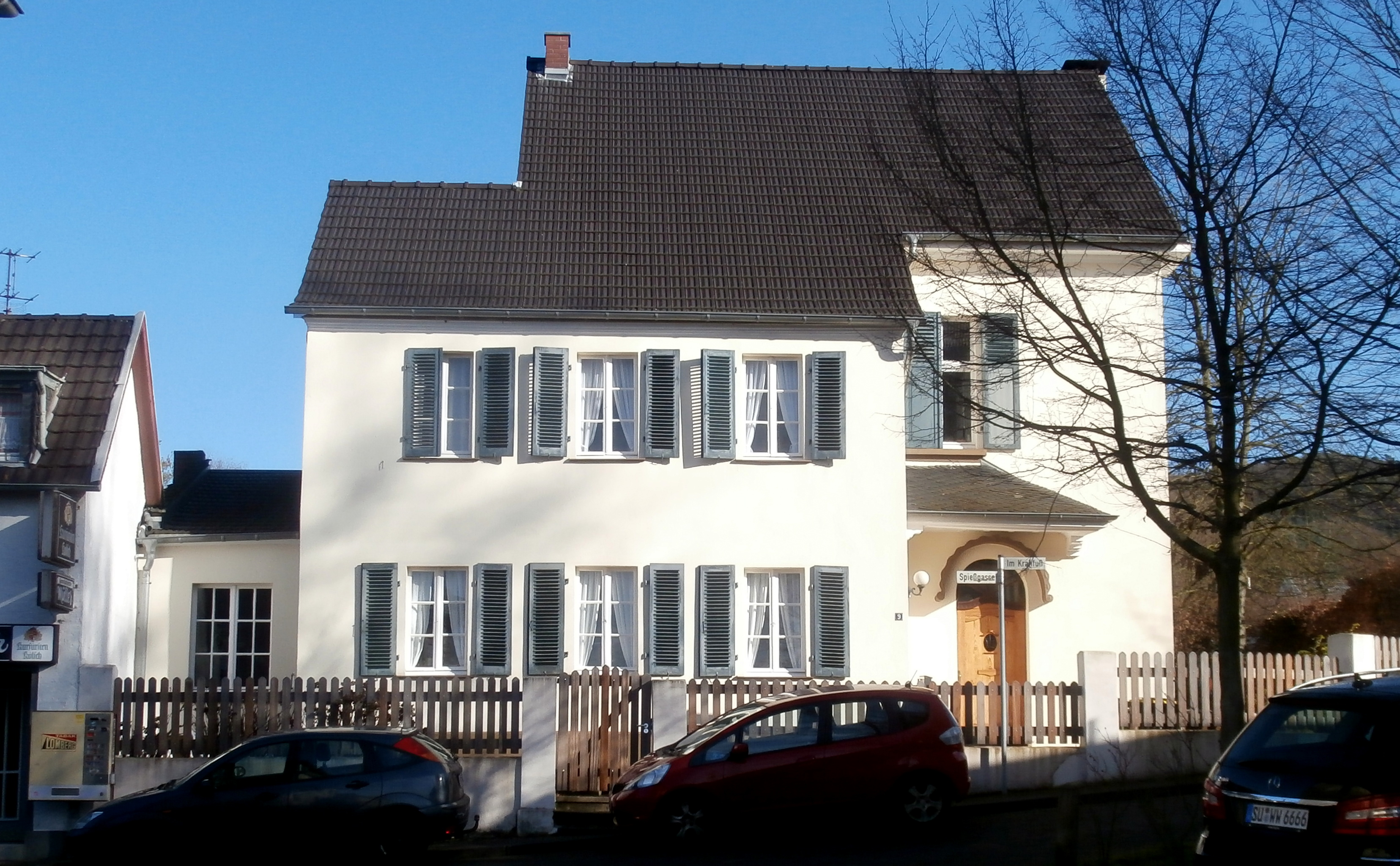
Bad Honnef, Spießgasse 9, gegen Ende des Zweiten Weltkriegs Wohnhaus von Joseph Frings

Am 1. Mai 1942 ernannte Papst Pius XII. Josef Frings zum Erzbischof von Köln. Frings bekleidete dieses Amt bis 1969. 
Mit der Ernennung bestätigte der Papst die fast einstimmige Wahl des Kölner Domkapitels. Neben Frings standen auf der Dreierliste von Kandidaten, die der Heiliger Stuhl dem Domkapitel für die Wahl vorgelegt hatte, der Direktor des Freiburger Priesterseminars Wendelin Rauch (ab 1948 Erzbischof von Freiburg) und der Trierer Bischof Franz Rudolf Bornewasser. Das Domkapitel hatte nach dem Tod von Kardinal Karl Joseph Schulte dem Vatikan zunächst den Bischof von Osnabrück, Wilhelm Berning, und den Generalvikar von Kardinal Schulte, den Kölner Domkapitular Emmerich David, als Nachfolger Schultes vorgeschlagen. Frings war anfangs anscheinend nicht der bevorzugte Kandidat des Domkapitels.
Die Bischofsweihe von Josef Frings nahm am 21. Juni 1942 der Apostolische Nuntius in Deutschland, Erzbischof Cesare Orsenigo, im Kölner Dom vor. Mitkonsekratoren waren die Kölner Weihbischöfe Wilhelm Stockums und Joseph Hammels. Sein Wappenspruch lautete: Pro hominibus constitutus (lat.: „Für die Menschen bestellt“, frei nach Hebr 5,1 ). Der Presse in Deutschland hatte das nationalsozialistische Regime verboten, über die Weihe des neuen Erzbischofs von Köln zu berichten; so behalfen sich die Kölner Katholiken, indem sie private Kleinanzeigen aufgaben. Die internationale Presse war bei den Weihefeierlichkeiten im Kölner Dom jedoch vertreten, so dass außerhalb von Deutschland mancherorts über die Weihe berichtet wurde. Die Judenverfolgung bezeichnete Frings öffentlich als „himmelschreiendes Unrecht“, seine Popularität bewahrte ihn vor Repressalien. Allerdings wurde er von der Gestapo mit Hilfe einer Anzahl von V-Leuten, von denen mindestens einige Kleriker waren, anhaltend intensiv beobachtet.
Nach dem Krieg setzte er sich für die Wiedereinstellung ehemaliger NSDAP-Mitglieder ein und unterstützte die Stille Hilfe, die Kriegsverbrechern zur Flucht verhalf. Unter anderem setzte er sich für den zum Tode verurteilten Kriegsverbrecher Walter Sonntag ein.
Am 18. Februar 1946 wurde er gemeinsam mit Konrad Graf von Preysing und Clemens August Graf von Galen von Papst Pius XII. in das Kardinalskollegium aufgenommen. In seiner Funktion als Kardinalpriester wurde ihm die Titelkirche San Giovanni a Porta Latina zugewiesen.
Von 1945 bis 1965 war er Vorsitzender der Fuldaer Bischofskonferenz, der Vorgängerinstitution der Deutschen Bischofskonferenz. Im Jahr 1948 wurde er von Pius XII. zum Hohen Protektor für das Flüchtlingswesen ernannt. 1958 war er Initiator und Mitbegründer des Hilfswerks Misereor. Das Magazin des Hilfswerks ist nach ihm benannt: frings. Auch das Hilfswerk Adveniat geht 1961 auf seine öffentliche Anregung zurück. Bei seinen weltkirchlichen Initiativen ging er selbstbewusst vor, ohne vorab eine Genehmigung der Römischen Kurie einzuholen. In seiner Ansprache vor der Fuldaer Bischofskonferenz zur Gründung von Misereor 1958 antwortete er auf die Frage „Was sagt Rom dazu?“: „Wir können aber auch nicht vor jeder Initiative uns erst den Segen Roms holen. Das bedeutet ein Weiterschieben der Verantwortung.“
Auf Initiative von Josef Frings begründete das Erzbistum Köln 1954 eine Partnerschaft mit dem japanischen Erzbistum Tokio, eine der ersten Bistumspatenschaften innerhalb der römisch-katholischen Kirche. Im Rahmen einer Reise nach Japan und Korea im Mai 1957 aus Anlass der Einweihung der vom Erzbistum Köln finanziell geförderten juristischen Fakultät der Sophia-Universität in Tokio traf er am 13. Mai 1957 auch mit dem japanischen Kaiser Hirohito zusammen.
Sein Bischofsamt legte Frings im Februar 1969 aus Altersgründen nieder, da seine Sehkraft immer mehr nachließ. Joseph Höffner, bisheriger Bischof von Münster, wurde ihm schon im Januar als Koadjutor-Erzbischof zur Seite gestellt. Seine Nachfolge als Erzbischof von Köln trat Höffner am 24. Februar 1969 an. Frings starb am 17. Dezember 1978 mit 91 Jahren. Er wurde in der erzbischöflichen Gruft im Kölner Dom beigesetzt.

### Silvesterpredigt 1946

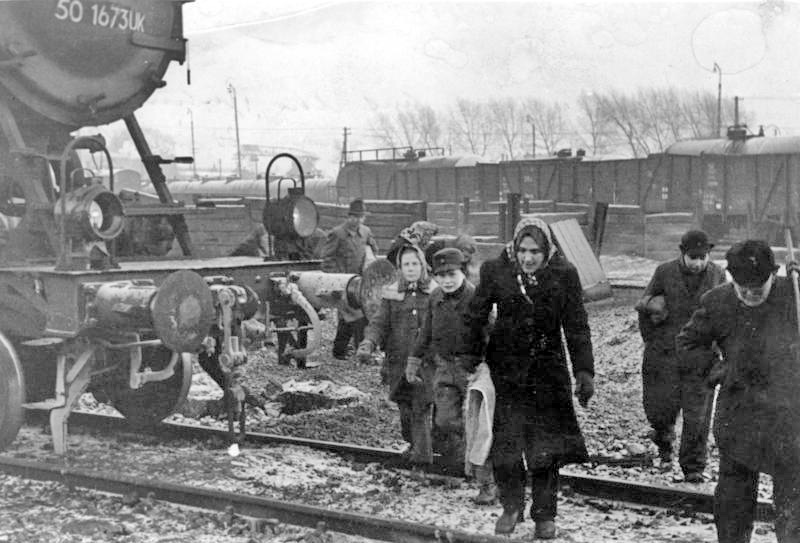
Kohlenklau im Rheinland (Winter 1946/47)

Frings ging mit dem Verb „fringsen“ für „Mundraub begehen“ in die deutsche Sprache ein. Der Begriff geht auf seine am 31. Dezember 1946 in der Kirche St. Engelbert in Köln-Riehl gehaltene Silvesterpredigt zurück, in der er mit Bezug auf die Plünderungen von Kohlenzügen und die schlechte Versorgungslage ausführte: 

„Wir leben in Zeiten, da in der Not auch der Einzelne das wird nehmen dürfen, was er zur Erhaltung seines Lebens und seiner Gesundheit notwendig hat, wenn er es auf andere Weise, durch seine Arbeit oder durch Bitten, nicht erlangen kann.“

 Danach nannte man in Köln und später in ganz Deutschland das Beschaffen von Lebensmitteln und Heizstoffen für den akuten Eigenbedarf durch deren einfaches Stehlen, Unterschlagen oder Veruntreuen „fringsen“ (mit stimmhaftem „s“ gesprochen) (Dazu siehe auch: Kohlenklau#Anhaltende Popularität).

Die nächsten Sätze der Predigt 

„Aber ich glaube, dass in vielen Fällen weit darüber hinausgegangen worden ist. Und da gibt es nur einen Weg: unverzüglich unrechtes Gut zurückgeben, sonst gibt es keine Verzeihung bei Gott.“

 wurden dabei oft nicht wahrgenommen. Bei der feierlichen Umbenennung der Düsseldorfer Südbrücke über den Rhein (s. u.) wurde als Benefiz-Aktion angeboten, „rückwärts zu fringsen“, indem man zugunsten Bedürftiger besondere Briketts kaufen konnte.

### Kriegsverbrecher-Prozesse
Als den Dachauer Prozessen auch im Zusammenhang mit dem Malmedy-Prozess von den Kirchen und anderen Gruppierungen zunehmend heftig der Vorwurf der „Siegerjustiz“ gemacht wurde, hielt der US-Militärgouverneur Lucius D. Clay ein Schreiben an den Kardinal, Vorsitzender der Fuldaer Bischofskonferenz, für notwendig, denn auch Frings hatte sich als Fürsprecher der Kriegsverbrecher profiliert. Darin verteidigte Clay das „War Crimes Program“ und betonte, die Kriegsverbrechertribunale seien „in der Hoffnung errichtet worden, dass die Welt ihren Beitrag zum Frieden anerkennen würde und dass sie ein Abschreckungsmittel für künftige Angreifer darstellen möchten“.

### Zweites Vatikanisches Konzil
Kardinal Josef Frings gehörte als Bischof zu den Teilnehmern des Zweiten Vatikanischen Konzils und war Mitglied des zehnköpfigen Konzilspräsidiums. Seine frei in lateinischer Sprache gehaltene Rede zur Geschäftsordnung in der Eröffnungssitzung des Konzils (der ersten „Generalkongregation“), mit der er eine Zeit des Kennenlernens der Konzilsväter vor der Beschlussfassung über die Zusammensetzung der Konzilskommissionen forderte, verhinderte eine Durchführung des Konzils nach der von der Kurie entwickelten Geschäftsordnung. Auch seine – maßgeblich von Joseph Ratzinger, dem ihm zugeordneten Konzilstheologen und späteren Papst Benedikt XVI., verfasste – kritische Rede über das Heilige Offizium unter der Leitung von Kardinal Alfredo Ottaviani hatte erhebliche Auswirkungen und führte letztlich zur grundlegenden Umgestaltung der Behörde zur Kongregation für die Glaubenslehre.
Mit Schreiben vom 18. Mai 1967 bat er Papst Paul VI. um eine nachkonziliare autoritative Entscheidung in der Frage der Geburtenregelung und gab damit einen Anstoß oder Beitrag zur Enzyklika Humanae vitae.

## Politik

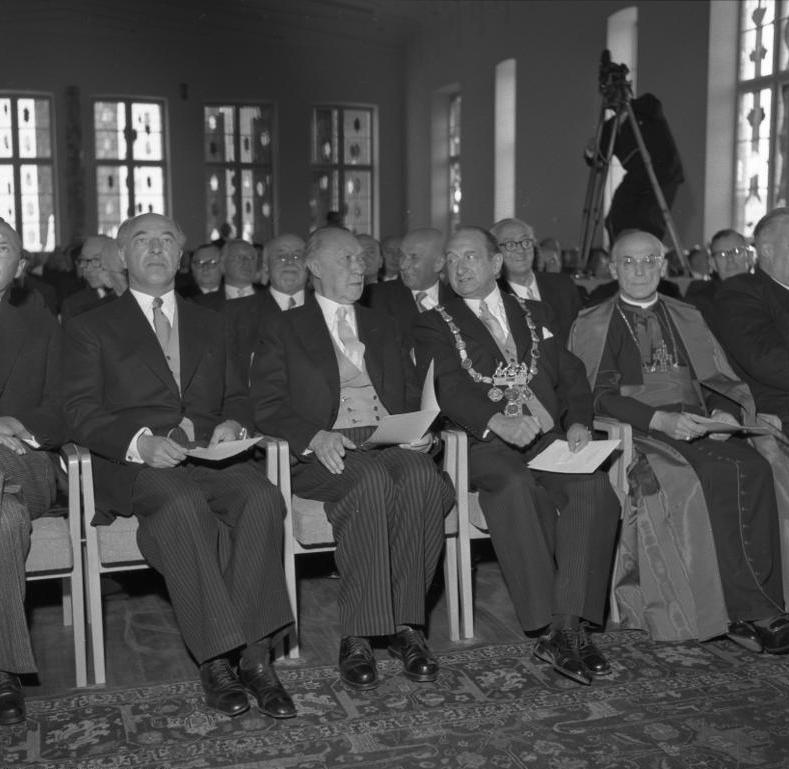
Joseph Frings (erster von rechts) mit Bundeskanzler Konrad Adenauer (Mitte) bei der Einweihung des Gürzenich (1955)

Während der Beratungen des Grundgesetzes trat Frings im November 1948 durch einen Brief an Konrad Adenauer der CDU bei, erklärte jedoch im Mai 1949 seinen Austritt. Mutmaßungen, dass dieser damit zusammenhing, dass im Grundgesetz die kirchlichen Interessen aus der Sicht Frings’ zu wenig berücksichtigt wurden, wies er zurück und begründete den Schritt damit, dass das Reichskonkordat katholischen Geistlichen die Mitgliedschaft in politischen Parteien verbiete. Mit diesem Schritt signalisierte er, dass sich die Deutsche Zentrumspartei nicht mehr als Partei der Katholiken betrachten kann.

## Ehrungen
Bundespräsident Theodor Heuss verlieh Frings 1952 das Großkreuz des Verdienstordens der Bundesrepublik Deutschland. Am 11. Mai 1957 verlieh ihm die Sophia-Universität in Tokio den Titel des Ehrendoktors der Philosophie anlässlich der Einweihung der vom Erzbistum Köln finanziell geförderten juristischen Fakultät dieser Universität in kirchlicher Trägerschaft.

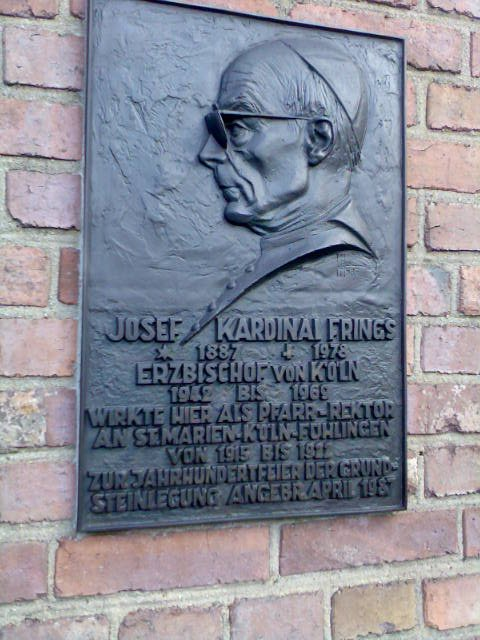
Gedenktafel für Josef Kardinal Frings an der Pfarrkirche von Köln-Fühlingen

Frings ist der einzige Erzbischof von Köln, dem die Stadt Köln die Ehrenbürgerwürde verliehen hat. Das geschah 1967, im selben Jahr wurde ihm auch die Ehrenbürgerwürde seiner Geburtsstadt Neuss und bereits 1946 die der Stadt Honnef (heute Bad Honnef), wo er in den Kriegsjahren von 1941 bis 1945 mehrmals seinen Wohnsitz genommen hatte, verliehen.

### Studentenverbindungen
Er wurde Ehrenphilister des K.St.V. Arminia Bonn und des K.St.V. Rhenania Innsbruck im KV und am 3. Mai 1967 Ehrenmitglied der A.V. Rheinstein Köln im CV.

### Straßen, Gebäude, Denkmal und Brücke

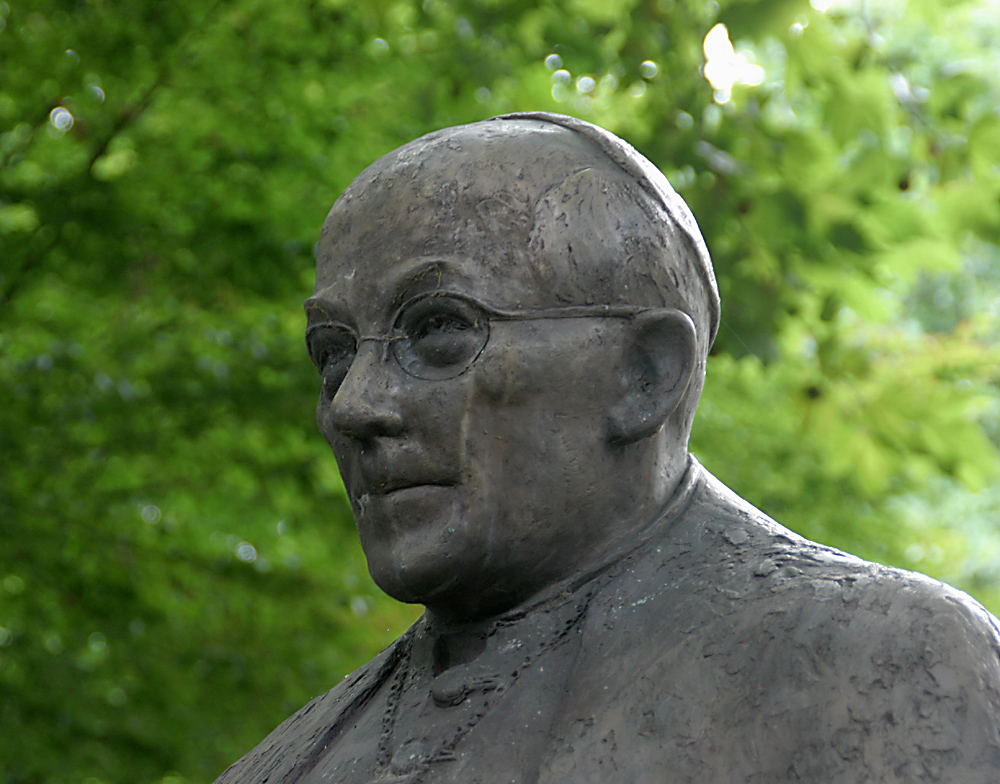
Skulptur von Josef Frings in Köln, von Kurt Arentz, 1998

Der Teil der Straße in Köln, an dem das heutige Erzbischöfliche Haus, der Wohnsitz des  Erzbischofs von Köln, gelegen ist, wurde nach ihm in Kardinal-Frings-Straße umbenannt. Nach Kardinal Frings sind benannt das erzbischöfliche Kardinal-Frings-Gymnasium in Bonn-Beuel, die Kardinal-Frings-Grundschule in Köln-Vogelsang, das Begegnungszentrum Kardinal-Frings-Haus Neuss und das Caritas-Altenzentrum Kardinal-Frings-Haus in Köln-Ehrenfeld.
Auf Initiative der Josef-Kardinal-Frings-Gesellschaft aus dem Jahre 2005 wurde im Juni 2006 die Südbrücke zwischen Düsseldorf und Neuss zu Ehren des gebürtigen Neussers in Joseph-Kardinal-Frings-Brücke umbenannt.
Frings-Denkmäler stehen in der Kölner Altstadt am Laurenzplatz und in Neuss in der Nähe des Quirinus-Münsters.

## Nachlass
Frings schenkte 1969 einen seiner Bischofsstäbe, den er anlässlich seiner Weihe von  Neusser Gemeindegliedern geschenkt bekam und den die Künstlerin Hildegard Domizlaff gefertigt hatte, seinem Vertrauten und Sekretär Hubert Luthe anlässlich dessen Weihe zum Kölner Weihbischof. Da dieser ihn in seinem Testament dem Kölner Dom vermachte, wurde er 2014 nach Köln übergeben und befindet sich in der Domschatzkammer genau wie der zweite 1964 von Domizlaff geschaffene schlichtere und leichtere vergoldete Stab aus Silber und Elfenbein.
Den Nachlass von Kardinal Frings hütet das Historische Archiv des Erzbistums Köln.

## Anekdoten
Die große Popularität des stets in rheinischer Dialektfärbung sprechenden Kardinals schlug sich in zahlreichen Anekdoten nieder.
- Zusammen mit dem Bischof von Münster, Graf von Galen, reiste Frings im Winter 1946 nach Rom zur Kardinalserhebung. Das britische Militärflugzeug konnte wegen widrigen Wetters nicht starten, deshalb wurden sie zunächst von britischen Soldaten im Auto gefahren, bevor es dann mit dem Zug weiterging. Nachdem man mehrfach im Schlamm der schlechten Straßen steckengeblieben war, zwischendurch im Auto übernachtet hatte und dann der geplante Zug ab Karlsruhe ausfiel, sagte Frings entnervt zu dem begleitenden Offizier: „Herr General, ich kann leben, ohne Kardinal zu sein. Ich bitte Sie, bringen Sie mich nach Köln zurück.“ Das machte Eindruck, plötzlich ging alles besser.
- Als bei einem von Prälat Klaus Mund organisierten Katholikentag das Pontifikalamt im Freien von einem heftigen Unwetter heimgesucht wurde und sich im Durcheinander auflöste, sagte Frings nur: „Sic transit gloria mundi.“ (Lat. für „So vergeht der Ruhm der Welt.“).
- Nach einer Akademie-Rede wurde ihm vorgehalten, dass er vor seiner Bischofsweihe noch ganz anders (liberaler) gesprochen habe, und Frings gab zurück: „Werden Sie einmal Bischof, dann sagen Sie auch nicht mehr alles, was Sie vorher gesagt haben!“
- Einmal auf sein schlechtes Augenlicht angesprochen, soll Frings in Kölsch geantwortet haben: „Jot lure kann isch schläch, ävver schläch hüre, dat kann isch jot.“ („Gut sehen kann ich schlecht, aber schlecht hören, das kann ich gut.“).
- Im Vorfeld des Zweiten Vatikanischen Konzils hatte Frings in Genua einen Vortrag mit dem Titel Das Konzil auf dem Hintergrund der Zeitlage im Unterschied zum Ersten Vatikanischen Konzil gehalten. Als Papst Johannes XXIII. nachträglich das Manuskript des Vortrags zu lesen bekommen hatte, ließ er Frings zu einer Audienz in den Vatikan bestellen. Frings, der sich nicht sicher war, ob dem Papst seine Ausführungen gefallen hatten, sagte in seiner humorvollen kölschen Art zu seinem Sekretär Hubert Luthe, dem späteren Bischof von Essen: „Hängen Se m’r noch ens dat ruude Mäntelche öm, wer weiß, ob et nit et letzte Mohl is.“ („Legen Sie mir noch einmal das rote Mäntelchen um, wer weiß, ob es nicht das letzte Mal ist.“) Der Papst jedoch zeigte sich von den Ausführungen des Kölner Kardinals begeistert und bereitete ihm einen herzlichen Empfang.

## Josef-Kardinal-Frings-Gesellschaft

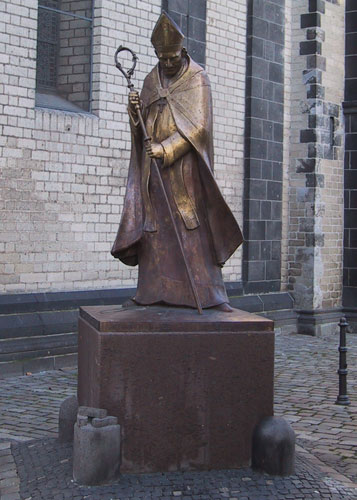
Das Frings-Denkmal in Neuss von Elmar Hillebrand (eingeweiht 2000)

Im Jahre 1996 wurde in Frings’ Heimatstadt die „Josef Kardinal Frings Gesellschaft zu Neuss am Rhein e. V.“ gegründet. Sie ist gemeinnützig und beim Registergericht eingetragen. Ziel der Gesellschaft ist es, Leben und Werk von Kardinal Frings wissenschaftlich zu erforschen und einer breiten Öffentlichkeit bekannt zu machen.
Am 12. August 2000 wurde in Neuss das von der Kardinal-Frings-Gesellschaft errichtete Denkmal von Elmar Hillebrand durch Joachim Kardinal Meisner geweiht. Am 17. Dezember 2008 kamen sechs Bodenplatten hinzu, die über die wichtigsten Lebensstationen von Kardinal Frings bildhaft berichten. Die Bronzereliefs schuf der Künstler Michael Franke.
Am 4. September 2015 erschien das von der Gesellschaft herausgegebene Buch Der rheinische Kardinal – Josef Frings: Seelsorger, Diplomat, Brückenbauer; Autor war Friedhelm Ruf.

## Werke
- Die Einheit der Messiasidee in den Evangelien. Ein Beitrag zur Theologie des Neuen Testaments. in: Katholik, Jahrgang 1917, Kirchheim, Mainz 1917, DNB 570210046 (Theologische Dissertation Universität Freiburg im Breisgau 1916, XII, 119 Seiten).
- Grundsätze katholischer Sozialarbeit und zeitnahe Folgerungen. Bachem, Köln 1947, OCLC 952951505.
- Verantwortung und Mitverantwortung in der Wirtschaft. Was sagt die katholische Soziallehre über Mitwirkung und Mitbestimmung? Bachem, Köln 1949.
- Das Verhältnis der Kirche zu den Juden im Lichte des II. Vatikanischen Konzils Vortrag zur Woche der Brüderlichkeit im Gürzenich zu Köln am 5. März 1967; Bischof Dr. Hubert Luthe zum 85. Geburtstag.  Rheinlandia, Siegburg 2012, ISBN 978-3-938535-85-1.
- Für die Menschen bestellt. Erinnerungen des Alterzbischofs von Köln. Autobiographie, Bachem, Köln 1973.

## Medien
- Zum 125. Geburtstag von Kardinal Frings
- Lokalzeit aus Köln Vor 125 Jahren ist Joseph Kardinal Frings geboren